# Praeacanthonchus brevisetosus
Praeacanthonchus brevisetosus is een rondwormensoort uit de familie van de Cyatholaimidae.